# Miha Dovžan
Miha Dovžan, né le 22 janvier 1994 à Jesenice, est un biathlète slovène.

## Carrière
Membre du club SD Gorje, Miha Dovžan fait partie de l'équipe nationale depuis 2012, où il prend part aux Championnats du monde junior (catégorie jeune).
En 2015, il fait ses débuts dans la Coupe du monde à Östersund. Il marque ses premiers points lors de la saison 2016-2017 au sprint d'Oslo (34e). 
Après avoir réalisé sa meilleure performance en Coupe du monde avec une 17e place à l'individuel de Ruhpolding, il est sélectionné pour les Jeux olympiques de Pyeongchang, où il est 53e du sprint, 59e de la poursuite, 35e de l'individuel et 10e du relais.
Aux Championnats du monde 2019 et 2020, il se classe à chaque fois cinquième en relais.
S'il marque quelques points en Coupe du monde en 2019 et 2020, il monte de niveau lors de la saison 2020-2021, et notamment les Championnats du monde à Pokljuka, en Slovénie, où il termine dans le top trente de toutes les courses individuelles, incluant la mass start (18e), qu'il dispute pour la première fois dans l'élite.

## Palmarès

### Jeux olympiques d'hiver
| Épreuve / Édition                | Individuel | Sprint | Poursuite | Départ en masse | Relais | Relais mixte |
| Jeux olympiques 2018 Pyeongchang | 35e        | 53e    | 59e       | -               | 10e    | -            |

Légende :
- — : non disputée par Dovzan

### Championnats du monde
| Édition / Épreuve       | Individuel | Sprint | Poursuite | Mass start | Relais | Relais mixte | Relais mixte simple              |
| ----------------------- | ---------- | ------ | --------- | ---------- | ------ | ------------ | -------------------------------- |
| Oslo 2016               | 43e        | 71e    | —         | —          | 17e    | —            | Épreuve inexistante à cette date |
| Hochfilzen 2017         | 50e        | 64e    | —         | —          | 18e    | 18e          | Épreuve inexistante à cette date |
| Östersund 2019          | 71e        | 62e    | —         | —          | 5e     | 25e          | —                                |
| Antholz-Anterselva 2020 | 64e        | 63e    | —         | —          | 5e     | —            | —                                |
| Pokljuka 2021           | 23e        | 25e    | 23e       | 18e        | 8e     | —            | —                                |
| Oberhof 2023            | 46e        | —      | —         | —          | 9e     | 12e          | —                                |
| Nové Město 2024         | 17e        | 65e    | —         | —          | 11e    | 9e           | —                                |
| Lenzerheide 2025        | 38e        | 61e    | —         | —          | 13e    | —            | —                                |

### Coupe du monde
- Meilleur classement général : 49e en 2021.
- Meilleur résultat individuel : 17e.

#### Classements en Coupe du monde
| Année     | Classement général final | Sprint | Poursuite | Individuel | Mass start |
| 2016-2017 | 97e                      | 81e    | -         | -          | -          |
| 2017-2018 | 65e                      | 79e    | 74e       | 30e        | -          |
| 2018-2019 | 80e                      | 67e    | 77e       | -          | -          |
| 2019-2020 | 83e                      | -      | 58e       | -          | -          |
| 2020-2021 | 47e                      | 57e    | 38e       | 44e        | 33e        |
| 2021-2022 | 80e                      | 82e    | 78e       | 45e        | -          |
| 2022-2023 | 50e                      | 52e    | 44e       | 47e        | -          |